# Affogato
L'affogato són unes darreries consistents en una bola de gelat de vainilla «ofegat» amb un raig de cafè exprés calent. Algunes variacions hi afegeixen un raig d'amaretto, bicerin, Kahlúa o un altre licor.

## Història
Els orígens de l'affogato dins la història de la gastronomia italiana són desconeguts, però va guanyar popularitat durant la dècada del 1950, fet que va coincidir amb la industrialització de la producció de gelats. Els diccionaris en anglès documenten l'ús de l'affogato el 1988.
Tot i que els restaurants i cafeteries d'Itàlia classifiquen l'affogato com a postres, alguns restaurants i cafeteries de fora d'Itàlia el classifiquen com a beguda. Ja sigui com a postre o com a beguda, s'acostuma a servir l'affogato en un got alt amb un fons estret, que permet que el gelat es fongui i es combini amb el cafè exprés al fons del got. També es pot acompanyar amb un biscotto o una galeta. Els affogatos (en italià affogati) es gaudeixen sovint com a postres de cafè després de l'àpat i es mengen amb una cullera i/o es beuen amb una canyeta.
Existeixen diverses postres de gelats «ofegats» en altres líquids, entre els quals el whisky, xocolata calenta, refresc, kirsch, vi dolç o vi de Porto. El gelat ofegat amb suc de taronja es coneix amb el nom de valencià.